# Sindicato Nacional de Críticos Cinematográficos Italianos
El Sindicato Nazionale Critici Cinematografici Italiani (SNCCI) (en español Sindicato Nacional de Criticos Cinematográficos Italianos), es una asociación cultural fundada el 14 de mayo de 1971. Desde octubre del mismo año, el Sindicato está afiliado a la Fipresci. La asociación sindical tiene como objetivo potenciar, defender y difundir "la funzione culturale della critica cinematografica" tal como se expresa en el art. 2 del estatuto promulgado el 7 de mayo de 1999.
Entre las principales actividades realizadas por el SNCCI se encuentran la organización de la Settimana internazionale della critica (Sic); la publicación de la revista CineCritica y la entrega del Premio de la Crítica SNCCI. Posteriormente, el SNCCI creó y promovió las «Segnalazioni cinematografiche», con el fin de indicar periódicamente al público, a las organizaciones  de exhibición y a las entidades interesadas en cualquier caso, películas italianas y extranjeras con cualidades culturales y artísticas particularmente relevante, para promover su difusión y circulación en Italia.

## Historia

### 1971-1975: El nacimiento y el reconocimiento estatal.
El SNCCI fue fundado el 14 de mayo de 1971, cuando un grupo de críticos, compuesto por Sergio Frosali, Giovan Battista Cavallaro, Aggeo Savioli, Marcello Clemente, Aldo Scagnetti, Mino Argentieri, Paolo Valmarana, Lino Micciché y Bruno Torri, se separaron del SNGCI. El grupo se comprometió a convocar lo antes posible el I Congreso Nacional.
25 de junio de 1971. Cincuenta y siete críticos, ya miembros del SNGCI, emitieron un comunicado de prensa en el que anunciaban su adhesión al SNCCI. La declaración también fue firmada por once críticos que, aunque no pertenecían al SNGCI, pidieron unirse a la organización sindical recién creada.
15-16-17 de octubre de 1971. En la ciudad de Perugia, con el patrocinio de la administración municipal y provincial y del Patronato Provincial de Turismo, se desarrolló el I Congreso del SNCCI, al mismo tiempo que se celebró la conferencia: «Responsabilità sociali e culturali della critica».
34 miembros participaron en las sesiones del Congreso. Y representantes por poderes, 45. Después de haber elegido a Ernesto Guido Laura como presidente de la asamblea, a Aldo Bernardini como secretario y a Nedo Ivaldi, Umberto Rossi y Roberto Chiti como miembros de la comisión de verificación de poderes, el debate comenzó centrado en las normas estatutarias. El esquema propuesto por el comité promotor, ya adoptado con carácter provisional, fue sometido a algunas modificaciones con el objetivo de «passare dalla fase in cui il critico “media” tra cinema e realtà a quella in cui si pone esso stesso come parte di questa realtà»

Tras la primera reforma de la Bienal de Venecia, que tuvo lugar en 1973 mediante un nuevo estatuto que la convirtió en "Organismo Estatal Autónomo", el Sindicato participó en el debate denunciando los retrasos y criterios incorrectos en la constitución de los órganos de la Bienal:
Il Sindacato nazionale dei critici cinematografici italiani ritiene di dover denunciare all'opinione pubblica i gravissimi ritardi e i criteri deteriori con cui si è proceduto alla costituzione degli organi della Biennale veneziana previsti dal nuovo statuto: in larga misura le nomine sono state il risultato di manovre di sottogoverno e di lottizzazione partitica, anziché di una seria valutazione di tutte le competenze.
El 13 de febrero de 1975, la Comisión de Interior de la Cámara aprobó un proyecto de ley, presentado por los diputados Marino Ralcich (PCI), Pierantonio Bertè (DC), Antonio Enrico Canepa (PSI), Oddo Biasini (PRI) y Alberto Giomo (PLI), sobre la "composición de comisiones mixtas" llamadas a decidir sobre ayudas financieras a películas de producción nacional. En particular, la nueva ley estableció que los representantes de los críticos de cine en las comisiones deben ser designados por las respectivas asociaciones profesionales más representativas. Con la antigua ley (n. 1213 de noviembre de 1965), sólo los críticos registrados en el SNGCI podían participar, mientras que con esta nueva ley, incluso los miembros del SNCCI pueden representar en las comisiones.

### 1975-1983: el SNCCI contra la censura
Con la prohibición de autorizar la proyección de Salon Kitty de Tinto Brass, tras algunas semanas de veto impuesto a Salò o los 120 días de Sodoma de Pier Paolo Pasolini, el SNCCI ha adoptado una postura dura sobre la actuación del Ministro de Espectáculos Adolfo Sarti, porque desde hacía meses anunciaba como inminente la abolición de la censura. El Sindicato creía que un instituto de censura es incompatible en una sociedad democrática y los actos de censura que se están produciendo parecen dar un signo programático de represión. El SNCCI se convierte así en "interprete dell'urgenza, avvertita dall'opinione pubblica più consapevole, di affermare anche nel settore dello spettacolo la libertà di espressione e di comunicazione", piediendo "il diritto d'accesso al giudizio del pubblico" per ogni opera, "con la sola discriminante del divieto ai minori"

### 1984-1990: Settimana internazionale della critica
En 1984 se creó la Settimana Internazionale della Critica (SIC), en español Semana Internacional de la Crítica, siguiendo el modelo de la ya acreditada Semana Internacional de la Crítica del Festival de Cannes. Nacida como una sección del Festival Internacional de Cine de Venecia, la Settimana Internazionale della Critica respondió a la necesidad "di affermare e salvaguardare una piena autonomia culturale e di gestione" de la Bienal, construyendo y consolidando cada vez más las relaciones del Sindicato con la institución de la Bienal, cuya apertura y la colaboración resultó fundamental desde el principio. En esta sección paralela y autónoma dentro del Festival Internacional de Cine de Venecia, la primera comisión de selección del SIC estuvo compuesta por Giorgio Tinazzi (Delegado General), Roberto Ellero, Guido Fink, Enrico Magrelli, Franco Montini. Así explicó Piero Spila el nacimiento de la SIC:
Questa scelta rappresentava un decisivo “passo in avanti” nel modo di fare e intendere la critica cinematografica, perché significava assumere un ruolo e una responsabilità del tutto nuovi, passando da una posizione teorica e comunque esterna al processo cinematografico ad un coinvolgimento più diretto, addirittura un “prima linea”, nell’organizzazione e nella gestione di un evento di cinema, un ambito, una situazione, in cui l’analisi e il giudizio critica si permeavano con la proposta, la scelta di campo, qualche volta con il brivido dell’azzardo, con il partito preso estetico anche fazioso. [...] Al centro naturalmente gli autori, i film, i “programmi speciali”, le sorprese, le conferme, e poi lo spazio dato alle forme di produzione meno allineate, ai progetti più originali e indifesi, quindi più degni di attenzione.

### 1993-1996: 100 años de cine en el Festival de Cine de Turín
Durante la 11ª edición del Festival de Cine de Turín (13-20 de noviembre de 1993), el SNCCI, junto con el Festival y el Museo Nacional del Cine de Turín, organizaron la conferencia internacional "El centenario: cine y crítica". Esta conferencia debía formar parte de un programa de tres años destinado a celebrar los 100 años del nacimiento del cine, dividiéndolo "in tre grandi epoche, secondo una scansione cronologica così precisa da sembrare magica e in ogni caso da non trascurare".

### 2020 - 2023: The Dream Syndacate, Cinecircolo Romano, Passione critica
En junio de 2020 comienza la colaboración entre el Cinecircolo Romano, en el cine Caravaggio (Roma), y el SNCCI. Los miembros del Sindicato presentan y analizan, después de la proyección, las películas propuestas por el Cinecircolo.
El 18 de marzo de 2022, el SNCCI junto con la Asociación de Festivales de Cine Italianos (AFIC) crearon el Premio de la Crítica SNCCI.
En junio de 2023 se creó The Dream Syndacate, un podcast editado por el Grupo SNCCI Región Lacio.
En 2023, Passione critica, un documental realizado por Simone Isola, Franco Montini y Patrizia Pistagnesi, que recuerda los primeros cincuenta años del SNCCI, se presentó como evento especial en la Settimana Internazionale della Critica.

## Presidentes del SNCCI
- Giovanni Grazzini (1971-1981)
- Lino Miccichè (1982-1994)
- Bruno Torri (1995-2011)
- Franco Montini (2012-2021)
- Cristiana Paternò (2022- presente)